# Kedungrejo (Jabon)
Kedungrejo is een bestuurslaag in het regentschap Sidoarjo van de provincie Oost-Java, Indonesië. Kedungrejo telt 4572 inwoners (volkstelling 2010).